# Pelouses et vallons forestiers de Chauvoncourt
Pelouses et vallons forestiers de Chauvoncourt este o arie protejată (sit de importanță comunitară — SCI) din Franța întinsă pe o suprafață de 289 ha, integral pe uscat.

## Localizare
Centrul sitului Pelouses et vallons forestiers de Chauvoncourt este situat la coordonatele 48°53′22″N 5°28′13″E / 48.88944°N 5.47028°E.

## Înființare
Situl Pelouses et vallons forestiers de Chauvoncourt a fost declarat arie specială de conservare în baza directivei 92/43 din 1992 referitoare la conservarea habitatelor naturale și a faunei și florei sălbatice pentru a proteja un număr necunoscut de specii din flora spontană și fauna sălbatică aflate în arealul zonei.

## Biodiversitate
Situată în ecoregiunea continentală, aria protejată conține 6 habitate naturale: Grohotișuri medio-europene calcaroase, de la nivel colinar și montan, Păduri de fag din Europa Centrală dezvoltate pe sol calcaros cu Cephalanthero-Fagion, Păduri de fag Asperulo-Fagetum, Pajiști uscate seminaturale și facies de acoperire cu tufișuri pe substraturi calcaroase (Festuco-Brometalia) (* situri importante pentru orhidee), Păduri de stejar sau de stejar și carpen sub-atlantice și medio-europene de Carpinion betuli, Formațiuni de Juniperus communis pe lande sau pajiști calcaroase.
La baza desemnării sitului se află un număr nedeclarat de specii protejate.
Pe lângă speciile protejate, pe teritoriul sitului au mai fost identificate 8 specii de plante, 1 specie de păsări, 3 specii de nevertebrate, 2 specii de reptile.